# Katja Lel

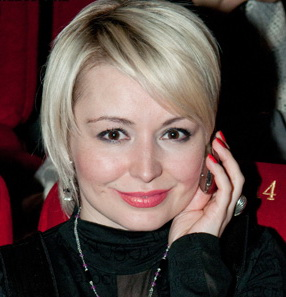
Katja Lel

Katja Lel (russisch Катя Лель), bürgerlicher Name Jekaterina Nikolajewna Tschuprinina (russisch Екатерина Николаевна Чупринина, * 20. September 1974 in Naltschik, Kabardino-Balkarische ASSR) ist eine russische Pop-Sängerin.

## Biografie
Lel besuchte die Musikschule in Naltschik, ehe sie 1994 nach Moskau zog, um dort ein Studium am renommierten Gnessin-Institut zu absolvieren. Im Jahr 1998 beendete sie das Studium erfolgreich und veröffentlichte noch im selben Jahr ihr erstes Album. Im Jahr 2003 begann die Zusammenarbeit mit dem Musikproduzenten Maxim Fadejew, unter dem sie u. a. ihren Musikstil änderte.
Seither gilt sie als erfolgreiche Pop-Sängerin, die regelmäßig in den Staaten des GUS auf Tournee geht.

## Diskografie

### Alben
- 1998: Елисейские поля (dt. Champs-Élysées)
- 1999: Талисман (dt. Talisman)
- 2000: Сама (dt. sie selbst)
- 2002: Между нами (dt. Zwischen uns)
- 2004: Джага-джага (dt. Jaga-Jaga)
- 2005: Кручу-верчу (dt. Twist-Twirl)
- 2008: Я твоя (dt. Ich bin dein)
- 2013: Солнце любви (dt. Sonne der Liebe)
- 2019: Моя Тема
- 2020: Сияние

### Singles (Auswahl)
- 2004: Мой мармеладный (Я Не Права) / My Marmalade
- 2004: Муси-Пуси
- 2004: Долетай
- 2004: Taxi, Taxi (mit Igor Nikolajew)